# Rinor Nushi
Rinor Nushi, född 11 januari 1996, är en svensk fotbollsspelare som spelar för IFK Haninge. Han har även spelat för Strängnäs FC och Stallarholmens SK i Svenska Futsalligan.

## Karriär
Nushis moderklubb är Alby IF. I maj 2011 debuterade han för Athletic FC:s a-lag mot Täby IS i division 4, en match han även gjorde mål i. I januari 2013 gick han till engelska West Ham United.
2014 gick Nushi till AFC United. Den 31 mars 2016 förlängde han sitt kontrakt med klubben.
I augusti 2017 lånades Nushi ut till Västerås SK. Den 4 april 2018 lånades han på nytt ut till Västerås SK, denna gång på ett låneavtal fram till den 31 juli. I augusti 2018 återvände Nushi till Västerås SK. Efter säsongen 2018 lämnade han klubben.
I mars 2019 värvades Nushi av IFK Haninge. Kontraktet bröts och månaden efter skrev han på för Newroz FC. Sommaren 2019 gick Nushi till Sollentuna FK. Inför säsongen 2020 gick han till Segeltorps IF. I januari 2022 gick Nushi till Assyriska FF.
Inför säsongen 2023 gick Nushi till IFK Haninge.